# Xenolachne
Xenolachne is een geslacht van schimmels uit de orde Tremellales. De typesoort is Xenolachne flagellifera. Het geslacht werd voor het eerst in 1947 beschreven door de mycoloog D.P. Rogers.

## Soorten
Volgens Index Fungorum bevat het geslacht twee soorten (peildatum oktober 2020):
| Soortnaam                                 | Auteur(s)   | Publicatiejaar |
| ----------------------------------------- | ----------- | -------------- |
| Xenolachne flagellifera                   | D.P. Rogers | 1947           |
| Xenolachne longicornis (Steenboktrilzwam) | Hauerslev   | 1977           |